# Морено Перес, Альберто
Альбе́рто Море́но Пе́рес (исп. Alberto Moreno Pérez, испанское произношение: [alˈβeɾto moˈɾeno ˈpeɾeθ]; 5 июля 1992, Севилья) — испанский футболист, защитник итальянского клуба «Комо». Выступал за сборную Испании.

## Клубная карьера

### «Севилья»
Альберто — воспитанник «Севильи». С 2011 по 2013 год он выступал за вторую команду «Севилья Атлетико», а за первую команду дебютировал в конце сезона 2011/12. Его дебют состоялся 8 апреля 2012 года в матче против «Атлетика». В феврале 2013 года Альберто был окончательно переведён в первую команду.

### «Ливерпуль»
13 августа 2014 года было объявлено о том, что «Севилья» достигла соглашения с «Ливерпулем» о трансфере Альберто в английский клуб. 16 августа 2014 года был официально представлен игроком «Ливерпуля». Выступать за футбольный клуб «Ливерпуль» Морено решил под 18 номером. Сумма трансфера составила 18 млн евро. Дебютировал за «Ливерпуль» в выездном матче против «Манчестер Сити». На 41-й минуте матча из-за его ошибки был забит гол в ворота «Ливерпуля». Уже в следующем матче Морено забил свой первый гол за новый клуб, забив 3-й мяч в ворота «Тоттенхэм Хотспур».
Контракт Морено с «Ливерпулем» завершился после сезона 2018/19, в котором команда выиграла Лигу чемпионов. Соглашение не было продлено и Морено покинул команду. В последнем своём сезоне в «Ливерпуле» Морено провёл лишь 5 матчей в основном составе.

### «Вильярреал»
10 июля 2019 Альберто Морено подписал пятилетний контракт с «Вильярреалом». Альберто пополнил ряды «желтой субмарины» на правах свободного агента, подписав контракт на 5 лет.

## Карьера в сборной
Альберто провёл шесть матчей за молодёжную сборную Испании и в её составе участвовал на молодёжном чемпионате Европы 2013 года.

## Достижения
«Севилья»
- Победитель Лиги Европы УЕФА: 2013/14

«Ливерпуль»
- Победитель Лиги чемпионов УЕФА: 2018/19

«Вильярреал»
- Победитель Лиги Европы УЕФА: 2020/21

Молодёжная сборная Испании
- Победитель Чемпионата Европы: 2013.